# Talye
Talye är en sjö i Antarktis. Den ligger i Östantarktis. Australien gör anspråk på området. Talye ligger 193 meter över havet.